# إدوارد ييتس
إدوارد ييتس (بالإنجليزية: Edward Yates)‏ هو مخرج أمريكي، ولد في 16 سبتمبر 1918 في يادون في الولايات المتحدة، وتوفي في 2 يونيو 2006 في ميديا في الولايات المتحدة.

## وصلات خارجية
- إدوارد ييتس على موقع IMDb (الإنجليزية)